# Arrocera La Catumbera
Arrocera La Catumbera ist eine Ortschaft in Uruguay.

## Geographie
Der Ort befindet sich auf dem Gebiet des Departamento Treinta y Tres in dessen Sektor 3. Arrocera La Catumbera liegt nordöstlich von Arrocera La Querencia, südlich von Arrocera San Fernando und südöstlich von Arrocera Rincón.

## Einwohner
Arrocera La Catumbera hatte bei der Volkszählung im Jahre 2011 34 Einwohner, davon 16 männliche und 18 weibliche. Bei den vorhergehenden Volkszählungen von 1963 bis 2004 wurden für den Ort keine statistischen Daten erfasst.
| Jahr | Einwohner |
| ---- | --------- |
| 1996 | -         |
| 2004 | -         |
| 2011 | 34        |

Quelle: Instituto Nacional de Estadística de Uruguay